# 薬丸夏子
薬丸 夏子（やくまる なつこ、1982年8月18日 - ）は、日本の女優。千葉県出身。演劇集団 円に所属している。

## 人物
2005年、円演劇研究所に入所。
2007年、演劇集団 円の会員に昇格。
声種はアルト。
趣味・特技はダンス。資格は普通自動車免許。

## 出演作品

### 映画
- テルマエ・ロマエ

### テレビドラマ
- ミステリースペシャル「事件18」（2017年10月5日、テレビ朝日） - 氷川純代 役
- 警視庁・捜査一課長 season5 第7話（2021年5月27日、テレビ朝日） - 茂木 建美 役
- 月曜プレミア8『再雇用警察官3』（2021年12月13日、テレビ東京） - 伊勢戸世津子 役

### 舞台
- 赤ずきんちゃんの森の狼たちのクリスマス
- オセロー
- あらしのよるに
- 新ハムレット
- 夏の夜の夢
- 足のある死体
- どんどこどん
- 舞台『ハリー・ポッターと呪いの子』（プレビュー公演：2022年6月16日 - 7月7日、本公演：2022年7月8日 - 、TBS赤坂ACTシアター） - 車内販売魔女 役

### 吹き替え

#### 映画
- ジュリエットからの手紙
- バトルシップ
- ベルベット・スパイダー
- ペントハウス（オデッサ・モンテロ）
- ホーボー・ウィズ・ショットガン

#### ドラマ
- ER緊急救命室
  - シーズンXIII #20（シンディー〈レベッカ・フィールド〉）
  - シーズンXIV #14（エリカ〈マリアネラ・ペレイラ〉）
  - シーズンXV #20（マイラ〈アビゲイル・コチュナス〉）
- 脳外科医モンロー（キティ・ウィルソン）

#### アニメ
- メアリー & マックス（講師）